# Salih Mohamed Boukili
Salih Mohamed Boukili, né le 24 décembre 1923, est un arbitre marocain de football, qui a officié dans les années 1960.

## Carrière

### Au niveau national
En tant qu'arbitre, il participe à trois finales de la Coupe du trône entre 1960 et 1965 : lors de sa première finale en 1960 entre le MC Oujda et le Fath US, il siffle un pénalty à la 13e minute, penalty qui amène le score final (victoire 1-0 du MC Oudja) ; lors de sa seconde finale 1964, il dirige le match entre le Wydad AC et le KAC Marrakech (score final 2-3) ; l'année suivante, il officie le match entre le Raja Casablanca et KAC Marrakech (score final 1-3).

### Aux niveaux continental et mondial
Comme arbitre, il est aussi chargé d'officier au niveau supérieur. Il est convié à participer aux Jeux olympiques de 1964 à Tokyo. Son premier match dans ce tournoi est arbitré lors du premier tour en tant qu'arbitre de touche lors de Tchécoslovaquie-Corée du Sud (6-1) ; puis deux jours plus tard, il est arbitre principal lors du match du premier tour entre le Brésil et la Corée du Sud, se soldant par une victoire brésilienne sur le score de 4-0. Durant ce match, il avertit quatre joueurs (trois Sud-coréens et un Brésilien). Enfin, deux jours plus tard, il officie en qualité d'arbitre assistant lors du match République arabe unie-Corée du Sud (10-0). Puis lors du quart-de-finale entre la Yougoslavie et la RDA (appelée Allemagne unifiée.), se soldant par une victoire est-allemande 1-0, il est arbitre assistant. 
Il officie aussi lors des éliminatoires des Jeux africains 1965, lors du match entre la Tunisie et l'Algérie (0-0) et aux qualifications des Jeux olympiques de 1968 (Algérie-Guinée 2-3).
Il faut attendre la CAN 1970, au Soudan, pour le revoir sur le plan international et dans une phase finale : il officie en tant qu'arbitre central lors du match du premier tour entre la Côte d'Ivoire et l’Éthiopie (6-1), puis lors du match pour la 3e place entre la République arabe unie et la Côte d'Ivoire (3-1).